# Thelohanellus leshanensis
Thelohanellus leshanensisとはイッキョクホウシムシ科イッキョクホウシムシ属の刺胞動物である。主に中国の四川省などに生息し、コイの体表及び尾びれに群衆で寄生する。